# Château de Suscinio
Pour les articles homonymes, voir Suscinio.
Le château de Suscinio, résidence des ducs de Bretagne, se dresse au bord de l'océan Atlantique dans la commune de Sarzeau (Morbihan), au cœur de ce qui était autrefois un vaste espace boisé. Construit à la fin du Moyen Âge, il est situé dans la presqu'île de Rhuys, aujourd'hui formé de marais salants et de prairies. Le château s’inscrit dans la lignée des grandes résidences ducales émergeant alors en Bretagne sous l’impulsion de puissants ducs.
Longtemps laissé à l’état de ruine, le château est finalement classé en 1840 après la visite de Prosper Mérimée, cinq ans plus tôt, qui le met sur la première liste des monuments historiques. À l’époque, le château est visité pour le caractère romantique de ses ruines.

## Historique

### Aux origines du domaine: la maison de Dreux
Au début du XIIIe siècle, la Bretagne est dans la sphère d'influences des Plantagenêts jusqu'à l'assassinat en 1203 d'Arthur Ier, alors duc de Bretagne. Sa sœur étant prisonnière en Angleterre, les barons et prélats bretons font d'Alix de Thouars l'héritière de la couronne ducale. Profitant de la situation, le roi de France entend lier le duché à la couronne de France en organisant le mariage de son cousin, Pierre de Dreux, avec celui de l'héritière dès l'an 1213. C'est à cette occasion que le jeune duc reçoit la garde du duché et que débute vraisemblablement l'édification du premier manoir de Suscinio entre 1213 et 1237. En effet, Suscinio est mentionné pour la première fois dans une lettre de Pierre de Dreux en 1218, sans que soit précisée la nature des lieux. Des indices archéologiques suggèrent seulement l’existence d'un primo-édifice encore méconnu, dont certaines fondations de murs sont intégrées à la construction de la grande courtine nord du XIIIe siècle. La proximité de la forêt laisse suggérer qu'il pourrait alors s'agir d’un relais de chasse proche de Vannes.
D'abord dans les bonnes grâces de la couronne capétienne, les relations se dégradent rapidement sous le règne de Louis VIII et pendant la régence de Blanche de Castille. Pierre de Dreux choisit de participer aux révoltes de 1227 à 1234 et fait allégeance à Henri III, alors roi d'Angleterre. Le choix de ses alliances politiques et la pression de ses barons face à la menace française conduisent le duc à être écarté du pouvoir vers 1237 au profit de son fils Jean Ier dit le Roux. Le nouveau duc poursuit les travaux entrepris par son père. Les premières mentions de Suscinio font état d'un manoir ou de la « maison de Suscinio » dont le plan reste méconnu. On en sait peu à son sujet, si ce n'est qu'il devait être assez grand pour constituer le lieu de détention du seigneur de Lanvaux en 1238, et qu'il était alors « récemment commencé et édifié par ledit duc ».
Le duc et sa famille résident régulièrement au château entre 1240 et 1250, mais leurs visites vont se faire plus épisodiques passé cette date. Cela n’empêche pas le lancement de projet de construction à cette période. Ce faisant, on attribue également à Jean Ier la construction de la grande courtine nord et de la tour quadrangulaire ouest. L'aspect défensif du site qui protège le domaine côté mer et l'accès à Vannes expliquent vraisemblablement ce choix d'installation. Du logis nord, appartenant à l’ensemble du XIIIe siècle, il ne reste aujourd'hui que les fenêtres, présentes dans le rempart attenant, et les vestiges, mis au jour lors des fouilles archéologiques.
En 1286, Jean II accède au titre de duc et poursuit l'œuvre architecturale de son grand-père et de son père. D'importants travaux sont commencés à sa demande, notamment ceux de la grande tour, dite de l'Épervier, à l'angle nord-est. Il s'agit donc d'un château du XIIIe siècle présentant tous les éléments monumentaux inhérents à son caractère défensif. Cette sécurité permet d'abriter à Suscinio les archives, mais également le trésor monétaire de la famille ducale. Cependant, il n’en est pas moins une demeure de plaisance, environnée de parcs et de bois, propices à la chasse aristocratique, qui pouvait accueillir une centaine de personnes, quand le duc y séjournait. Elle réunit ainsi toutes les composantes des fonctions résidentielles et de réception.

### La guerre de succession de Bretagne: la maison des Montfort
Après la mort du duc Jean III, la guerre de Succession de Bretagne oppose deux héritiers, mais surtout deux partis, dans le prolongement de la guerre de Cent Ans : les Français représentés par Charles de Blois, époux de Jeanne de Penthièvre et neveu du roi de France, et les Anglais, sur lesquels s’appuie Jean de Montfort.
Au terme de combats, interrompus par des trêves, c’est finalement le parti de Montfort, réconcilié avec le roi de France, qui triomphe. Les conséquences du conflit ont un impact dans la gestion du domaine, qui est récupéré par une nouvelle dynastie ducale. Contre toute attente, le château de Suscinio ne semble pas occuper une place militaire importante durant cette période, mais la mise en œuvre d’importants travaux, pour accentuer la défense du site, peut être mise en relation avec cet épisode. Cette évolution est sensible dans les textes, qui au terme de « manoir » souvent utilisé, préfèrent désormais celui de «chastel».
D’importants travaux sont menés à Suscinio sous Jean IV et Jean V. Ils renforcent les aspects défensifs et  résidentiels du château, tout en participant à la manifestation de la richesse et du pouvoir des propriétaires. Aux éléments défensifs viennent s’agréger des espaces de plaisance luxueux. Au milieu du XVe siècle, Suscinio est un monument composite résultant de « l’évolution du pouvoir seigneurial » et « par le besoin croissant de confort (…), de faste ou de luxe ». Il arbore une apparence assez proche de ce que le visiteur peut observer aujourd’hui.

### Gouverneurs et capitaines du domaine
François Ier de Bretagne, fils de Jean V, décède sans héritier en 1450, tout comme son frère, puis son oncle, amenant par alliance François II sur le trône ducal en 1458. Il préfère à Suscinio le château des ducs de Bretagne, où il entreprend d’importantes constructions. Lors de la guerre de Bretagne, le château est pris par les troupes françaises en 1491, lors de la quatrième campagne d'invasion militaire française, non sans occasionner quelques destructions, mal documentées. Malgré le mariage de la fille de François II, Anne de Bretagne, avec Charles VIII puis avec Louis XII, ainsi que l’opposition de la chambre des Comptes, le château de Suscinio est donné au Prince d'Orange, Jean de Châlon. Ce dernier porte une attention certaine au domaine de Rhuys et s’y rend à plusieurs reprises. À la mort du Prince, Anne de Bretagne décide de reprendre possession du domaine, non sans une certaine opposition des Châlon. En 1505, la reine fait halte à Suscinio lors de son voyage en Bretagne. À cette occasion, les sources comptables du domaine montrent qu’on va meubler le château, réparer les fenêtres, ainsi qu’acheter de quoi nourrir la reine et toute sa suite.
À la mort d'Anne de Bretagne, la couronne de France récupère le château qui est cédé à l'ancienne maîtresse du roi François Ier en 1523, puis à celle du dauphin Henri II en 1543, connue sous le nom de Diane de Poitiers. Elle le remet bien vite à sa fille, à l’occasion de son mariage dans la famille de Brézé. Ces derniers font du domaine une capitainerie, qu’ils confient à Guillaume de Montigny, l'un des agents de Diane de Poitiers. Lui et ses descendants auront une forte influence sur le château. Guillaume conserve en effet la capitainerie, après le rachat de Suscinio par le roi de France Charles IX en 1562. Cette volonté royale montre l'intérêt des souverains pour les lieux : Charles IX se rendra d'ailleurs sur place en mai 1570, avec sa mère Catherine de Médicis.
Cette seconde moitié du XVIe siècle est particulièrement marquée, à Suscinio, par la menace de conflits avec les Anglais et les Espagnols, auxquels s’ajoute une crise de succession, à la mort du roi Henri III en 1589. C’est à la fois un conflit religieux et politique, puisque l’héritier Henri de Navarre est protestant et son futur royaume catholique. Le gouverneur de Bretagne, soutenu par la famille Montigny, qui gère toujours le domaine, prend la tête de l’opposition catholique.
Récemment converti au catholicisme, Henri IV accorde le domaine à l’un de ses fidèles, qui le revend au capitaine de Redon, François de Talhouët. Il promet néanmoins aux Montigny de leur conserver la capitainerie du château, lors des négociations de 1597, ce qui conduit à l’ouverture d’un nouveau conflit entre les deux familles intéressées, à la fin la guerre. Il se clôtura par la scission du domaine de Rhuys, cédé aux Talhouët, et le château qui restera aux Montigny.

### La désaffectation progressive du château
La dissociation du domaine de Rhuys et du château semble préjudiciable à l'entretien de ce dernier, resté dans le giron des Montigny. Une violente tempête emporte toitures et cheminées en 1599. L'état de dégradation est déploré par Henri IV qui ordonne la réparation du château, témoignant malgré tout de l’intérêt toujours porté au domaine par la couronne. Une somme est prévue tous les ans dans la comptabilité du domaine pour son entretien.
Dans la seconde moitié du XVIIe siècle, le terme de «gouverneur des isles, ports et havres de Rhuis et du château» est préféré à celui de capitaine de Suscinio. Les questions maritimes prennent de plus en plus d'importances dans la considération des lieux par le pouvoir central. Richelieu prévoyait même d’installer à Suscinio une compagnie de commerce.
En 1641, le cousin de Richelieu, Jérôme du Camboult, est nommé comme gouverneur de Suscinio. Une garnison et de l'armement conséquent sont toujours stationnés dans le château en 1644. Cependant, la gestion hasardeuse du domaine et l'appauvrissement des habitants de la presqu'île, qui doivent participer aux frais d'entretien du château, conduisent à sa détérioration.

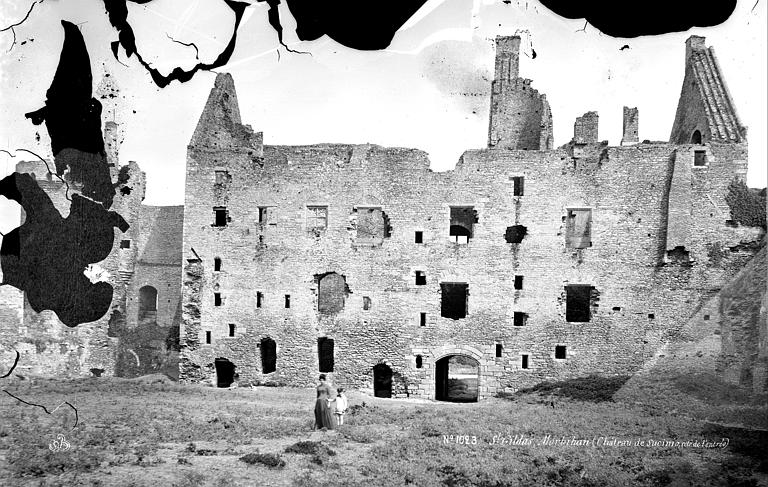
Façade sur cour avant 1893.

Au début du XVIIIe siècle, la princesse de Conti récupère le château, en rachetant les droits liés à l’ancien domaine. Elle parvient à récupérer la jouissance du château aux mains des capitaines puis des gouverneurs depuis la fin du XVIe siècle. L'intendance est laissée à ses agents et aux fermiers. Si elle ne semble pas délaisser complètement le bâti, divers procès-verbaux réalisés au cours du siècle font état d’une dégradation du château, toujours plus importante, dont les bâtiments servent au stockage des récoltes, et à la vie quotidienne des habitants. Le rôle de Suscinio devient plus local, et le statut de ses habitants évolue au cours du siècle.
La tradition militaire perdure tout de même puisque la crainte de descentes anglaises perdure tout le long du XVIIIe siècle. Malgré la vétusté générale, le château continue tout de même d'être entretenu. À la veille de la Révolution, les coûts des réparations amènent les héritiers de la princesse à entreposer les récoltes dans les parties « qui ne tombent pas encore et de ne pas s’embarrasser du reste ».
Le château est vendu en tant que bien national à la Révolution en 1798 au marchand Pascal Lange, pour cinq mille francs. Tous les matériaux pouvant être réutilisés vont être vendus, comme le bois des charpentes et les pierres de taille, accentuant ainsi l’état dégradé du domaine. Il est acheté en 1852 par le vicomte Jules de Francheville, dont la famille fait tout son possible pour sauver l'existant, jusqu'au rachat en 1965 par le Conseil départemental du Morbihan, à l'initiative de son président Raymond Marcellin, conseiller général de Sarzeau, qui entreprend sa restauration.

### Sauvegarde et restauration du patrimoine
Profitant de son statut d’inspecteur général des monuments historiques, Prosper Mérimée visite les ruines du château en 1835 et parvient à faire classer le château dès 1840 sur la première liste des monuments historiques. Quand le département du Morbihan fait l’acquisition de Suscinio en 1965, une grande partie des élévations était menacée d’écroulement, et le site était laissé à l’abandon depuis longtemps. Dès son acquisition, le département engage les premières interventions de restauration, après sollicitation de la Commission supérieure des monuments historiques.
En 1966, la courtine nord et sa tour sont consolidées, tandis que l’escalier menant à la chapelle du logis Est fait l'objet de travaux de réfection. Deux ans plus tard, tous les murs sont consolidés, les escaliers disparus remontés, les douves recreusées, les bastions et le rempart sud restaurés, tout comme le pont principal.
En 1977, un nouvel architecte en chef des monuments historiques est chargé de restaurer les intérieurs du château pour créer des salles d'expositions. Des plafonds en béton sont installés aux trois étages du logis d'entrée, suivi par l'aménagement de toitures permettant l'ouverture au public. Le logis Ouest sera également doté d'une toiture, dans les années 1990.
Depuis 2013, un programme de recherche archéologique est mené au château. Les fouilles ont notamment permis de révéler l’organisation interne du rez-de-chaussée d’un grand logis au niveau de la courtine nord, avec ses cuisines et son espace de stockage. Les niveaux archéologiques rencontrés dans la cour (aire de gâchage, foyers, aire de débitage, dépotoirs) renvoient à un chantier de construction qu’il est tentant de rattacher aux grands travaux commandés par Jean II, duc de Bretagne de 1286 à 1305.

## Description

### Le premier état du château
Si de nombreux éléments restent encore incertains, des essais de restitutions de l'apparence du château au XIVe siècle ont été tentés à l'aide des vestiges subsistants. Les indices montrent seulement la construction d'un premier château doté d'un grand parc et d'une chapelle hors les murs par les ducs Pierre puis Jean Ier. Il comprend une enceinte de hauts murs sur laquelle vient s'appuyer au nord un grand logis mis au jour lors de fouilles archéologiques de 2013 à 2015. À cette phase on rattache « le Vieux Logis » du front ouest ainsi que la tour nord-est, appelé également « la tour de l'Épervier ».

### Une chapelle richement décorée
À l’extérieur de l’enceinte du château, la chapelle Saint-Nicolas appartenait au premier manoir des Dreux. Orientée est-ouest, sa façade occidentale est munie de deux contreforts encadrant la porte, elle-même surmontée d'une étroite baie composée de deux panneaux vitrés. Une nef de quinze mètres ouvre par trois travées sur les bas-côtés et ouvre à l'Est sur l'ensemble avant-chœur et chœur. La disparition de la chapelle reste encore mal documentée, mais il semble qu'elle ait été causée par un incendie en lien avec la guerre de Succession de Bretagne vers 1370. Quelques indices dans les sources textuelles laissent supposer que l’édifice existe toujours un siècle après, mais à l’état de ruine. Sa destruction partielle serait peut-être liée à la construction de bastions au XVIe siècle qui ont nécessité l’agrandissement des douves vers le sud.
Les fouilles menées par Patrick André de 1975 à 1982 ont révélé les fondations du bâtiment ainsi qu’un riche pavement de 270 m2, restauré et en partie exposé à l’intérieur du château. Il offre la particularité d'avoir été découvert sur place, dans son cadre architectural d'origine. Certaines bandes orthogonales de pavement de la nef centrale sont composées de la répétition sans fin des 23 lettres de l'alphabet, ce qui en fait à la fois leur originalité mais aussi leur mystère.
Plusieurs états du bâti et du décor de la chapelle ont été distingués. Un premier pavement a été retrouvé en 1963 dans les douves au pied de la chapelle. Certains carreaux portaient les armes de la maison de Dreux et des décors comparables à ceux découverts en 1975 dans la chapelle (carreaux monochromes ou bicolores à décors incrustés). Au début du XIVe siècle, un nouveau pavement lui succède et sépare les espaces de la nef, des bas-côtés, de l'avant-chœur, du chœur et du vestibule par l'utilisation de décors et de techniques différentes (décors à engobe, carreaux en mosaïque, carreaux peints faïencés).
Aujourd'hui, il ne reste de la chapelle que quelques vestiges de murs arasés ainsi que du mobilier archéologique conservé au château ou dans le dépôt de fouille du département.

### Les travaux sous la Maison des Montfort
Les sources écrites de la fin du XIVe siècle mentionnent également des travaux menés par la nouvelle dynastie ducale des Montfort, notamment le duc Jean IV et Jean V. Elles évoquent notamment l'entrée, munie d'un pont-levis et encadré de deux tours monumentales. Il aménage également des jardins à tonnelles, manifestation de sa richesse tout autant que de son souhait de disposer d'espaces de plaisances. On leur doit notamment l’érection du grand logis à l’est, formé par l’actuelle entrée du château. Deux autres logis sont construits à l’ouest et au sud, donnant au château sa forme polygonale actuelle.
Les travaux se poursuivent sous Jean V, sans savoir avec certitude quels espaces ils concernent, même si l'on pense au logis Ouest et à la tour Neuve, dont la construction lui est souvent attribuée. À la fin du XVe siècle, l'apparence du château est assez proche de ce que le visiteur peut observer aujourd'hui. Un pont, situé au sud-ouest, a néanmoins disparu, à la suite de l'installation plus tardive d'un bastion polygonal, dans le courant du XVIe siècle. En effet, le duc de Mercœur, chef de la Ligue de Bretagne, adjoint au total deux bastions d'artillerie au château en 1589.

### Le château de Suscinio aujourd'hui

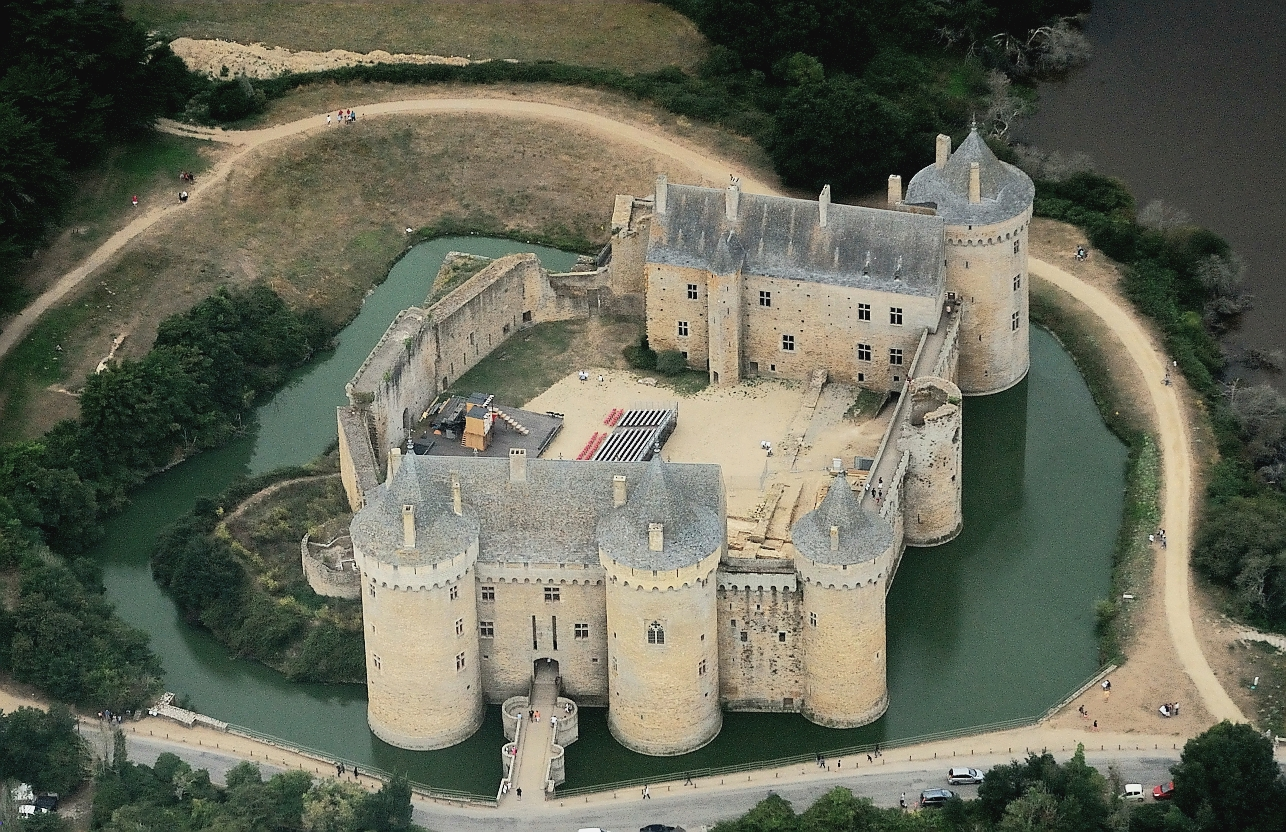
Vue aérienne du château, avec en avant-plan la courtine est, trois tours et les culées du pont dormant.

Les travaux de restauration ont redonné une apparence presque entière à un château qualifié de ruine, depuis la Révolution. Ceint de douves (profondes de 3 à 4 m), il affecte la forme d'un quadrilatère irrégulier (probablement quadrangulaire dans la seconde moitié du XIIIe siècle) flanqué de sept tours, dont une quadrangulaire défendant la courtine ouest. L'entrée est protégée par deux puissantes tours de 12 m de diamètre, un pont-levis précédé d'un pont dormant en pierre (d'époque moderne) et surveillée par quatre postes de guet ménagés dans le gros œuvre. Les tours et les courtines sont couronnées de mâchicoulis bretons, formés de consoles en pyramide décroissante. L'enceinte est épaulée vers le sud par deux bastions d'artillerie.
Séparés par une vaste cour, deux corps de logis en moellons de granite sont reliés par des courtines. La courtine nord devait principalement servir de passage reliant le logis est (résidence ducale, elle comprend notamment une salle de cérémonies, un guichet muni d'un passe-plat, la chambre à coucher du duc, proche de la chambre à parer, des étuves, un oratoire qui donne sur la tour nord) au logis ouest (ouvert aux visiteurs en 2016 dans le cadre d'un itinéraire de découverte), et abriter également un logis nord moins important, au vu des quatre grandes baies à meneaux qui y ont été percées, et dont deux sont murées.
La fontaine dite de la Duchesse, près du village de Folperdrix (au nord de Suscinio), alimentait en eau le château, par des conduits souterrains.

## Toponymie
L'étymologie du toponyme Suscinio est discutée (grammatici certant).
Plusieurs attestations du lieu-dit de Suscinio ont existé au travers des siècles : de façon non exhaustive il est possible de mentionner Succenio, Suceniou, Suchunyou, Succeniou, Succhenio, Sucenyo, Succenyo ou Sucinio[Quand ?], le sens du toponyme restant obscur.
Jean-Yves Le Moing, citant le linguiste français Albert Dauzat verrait cependant dans la racine succ- de Suscinio une origine très ancienne, qu'il qualifie de pré-indoeuropéenne, et qui serait elle-même variante du préfixe cucc-. Toujours selon Albert Dauzat, des formes altérées truc et cruc seraient également apparues dans la toponymie locale, probablement sous l'influence du gaulois (de *cruca « tas »), cruc- existe bien en breton dans le Morbihan (lieux-dits de Crucuno ou de Crubelz par exemple) et signifie « tertre », «butte de terre». Il faut noter à ce propos que Jean Auffret, dans son ouvrage Colombiers et pigeonniers en Bretagne profonde fait mention du colombier de Suscinio — encore bien visible sur le site — et qu'il décrit comme « juché sur un petit tertre qui dominait le ru pourvoyeur des douves du château ».
Aussi le mot breton contemporain tuchenn (pluriel tuchennoù), signifie « tertre, motte d'un terrain marécageux », ou encore « colline, butte, motte telle que celles dont plusieurs nobles et autres prennent le nom pour leurs seigneuries » — on notera également l'orthographe thouchenn avec un th- doux présente dans le dictionnaire Catholicon de Jehan Lagadec en 1499 — on le retrouve dans de nombreux toponymes bretons tels Tuchenn Pol, Tuchenn er Gouc'h, Tuchenn Kador, Tuchenn et Hroëk, Tuchenn Cruguel, Tuchenn ar Follez, Goarem An Tuchen... Ainsi selon les règles de mutation consonantiques du breton, le pluriel tuchennoù mutera aisément en zuchennoù et sa prononciation, selon les règles du breton parlé de Sarzeau caractérisé par la mouillure systématique, zuchinïeù, se rapproche manifestement du toponyme Succenio / Sucinio.
Suscinio signifierait donc «les petits tertres» voire «le petit tertre», si l'on doit considérer la terminaison en -o comme un diminutif et non comme un pluriel. Les anciennes orthographes connues avec terminaison en -ou qui est la terminaison commune des noms pluriels en breton (Suceniou, Suchunyou, Succeniou...) donnent cependant un argument en faveur de la forme plurielle.
Dans son ouvrage Le Pays vannetais, ou Bro-Gwened, Michel de Mauny revient sur une autre explication du toponyme qu'il juge fantaisiste:

« Pierre de Dreux, dit Mauclerc, séduit par la beauté du paysage, décida, en 1218, de bâtir un château sur le bord de la mer, au fond d'une vaste baie, et au milieu de la forêt qui couvrait, en ce temps- là, une grande partie de la presqu’île de Rhuys. Ce fut surtout une habitation de plaisance, « un moult biau chastiel et maison de déduit pour le duc », selon l'expression de Froissart, ce qui n'autorise aucunement d'accepter l'étymologie fantaisiste imaginée par les historiens modernes, et qu'on répète à l'envi, pour expliquer le nom de Suscinio :  Souci n'y ot (« Souci n'y eut, Sans-Souci »). »

De façon aussi anecdotique, certains historiens ont pu avancer que les Sussiniens, hypothétique peuplade locale de la presqu'île de Rhuys auraient laissé leur nom au lieu-dit de Suscinio : 

« L'historien Le Beau parle d'une population de Sussiniens qui très anciennement habitaient devers midi et jouxte la mer, en un anglet faisant presque une île, laquelle on nomme Rhuys. Cette assertion offre une nouvelle étymologie du nom de Sussinio donné au château ducal et prouve qu'au XVe siècle on croyait, sur la tradition, que la population du pagus de Rhuys différait de celles des autres contrées de Broguérech. »

Plus récemment on a pu trouver l'explication du toponyme dans le breton diskenn[réf. nécessaire].

## Tradition populaire
Le château abriterait le fantôme plutôt sympathique d'un jeune garçon : il s'agirait du fils d'un capitaine de la garde, décédé âgé de 5 ou 6 ans qui s'amuserait à se signaler aux visiteurs, mais sans jamais leur faire peur. Une autre tradition rapporte que la fée Mélusine emprunte un souterrain pour se rendre au couvent des Trinitaires.

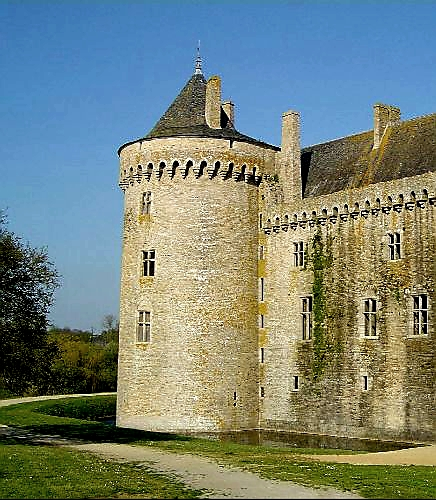
Une tour vue de l'arrière du château.
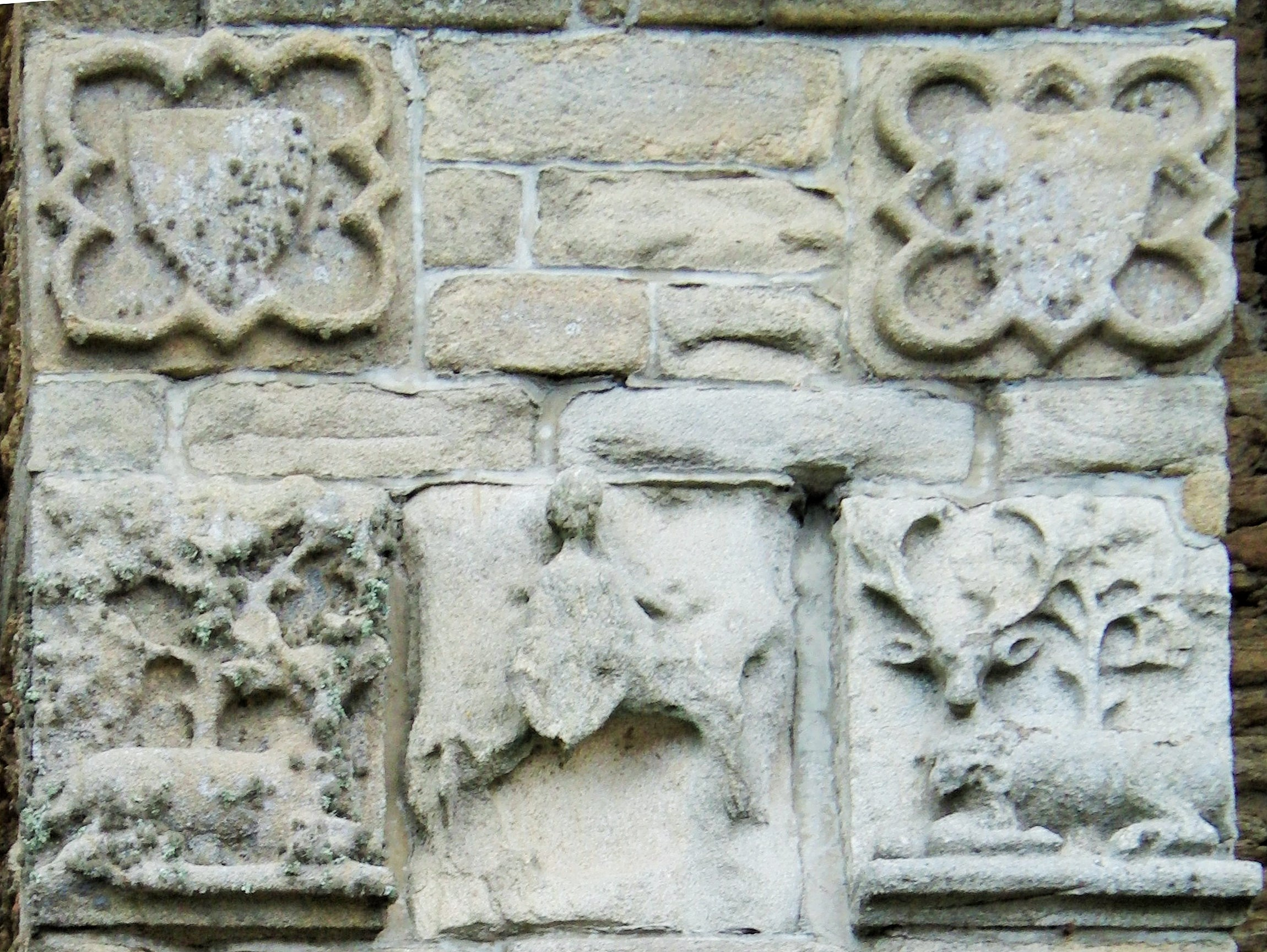
Reliefs du blason des ducs de Bretagne.
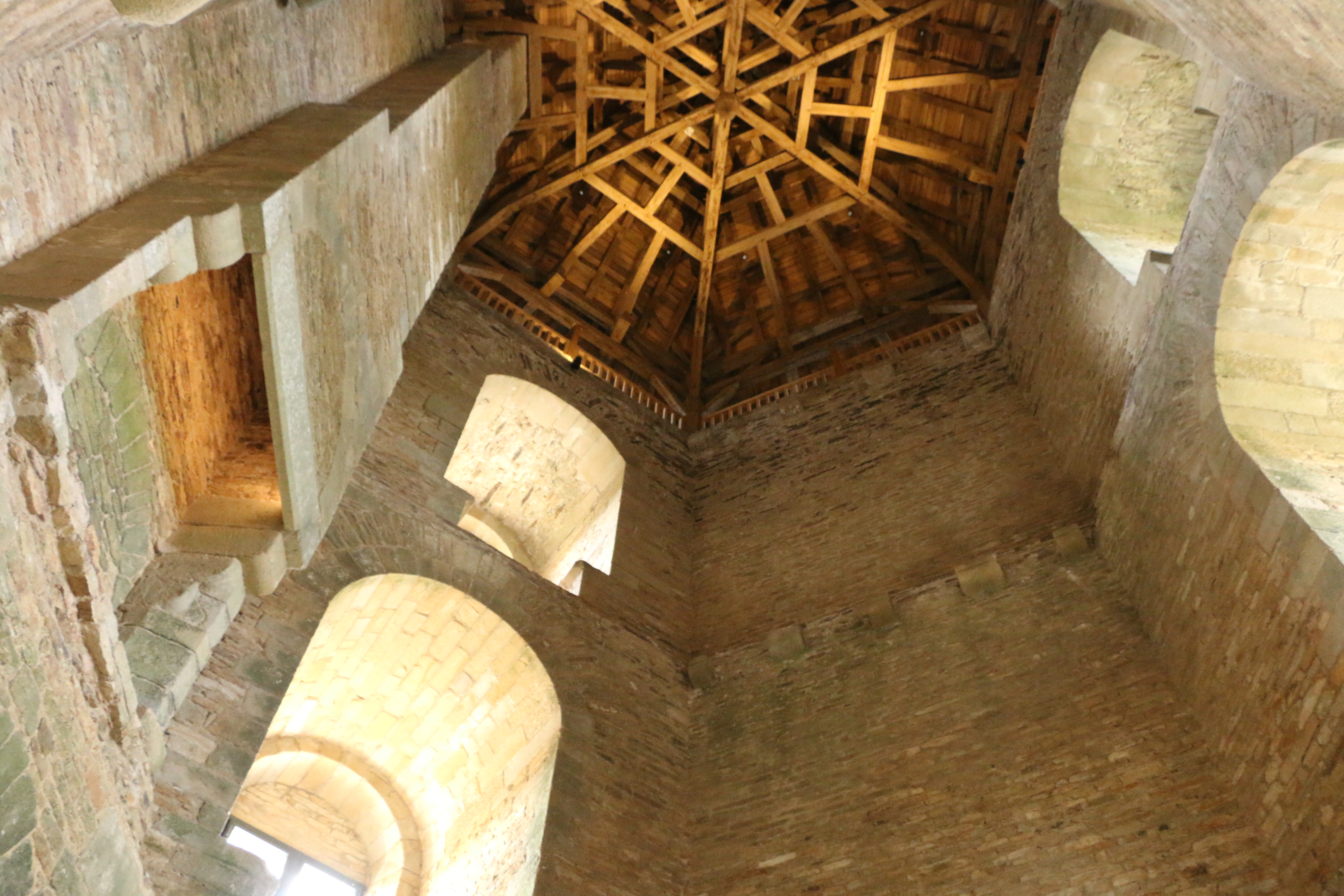
Tour neuve dans l'angle nord-ouest[22].
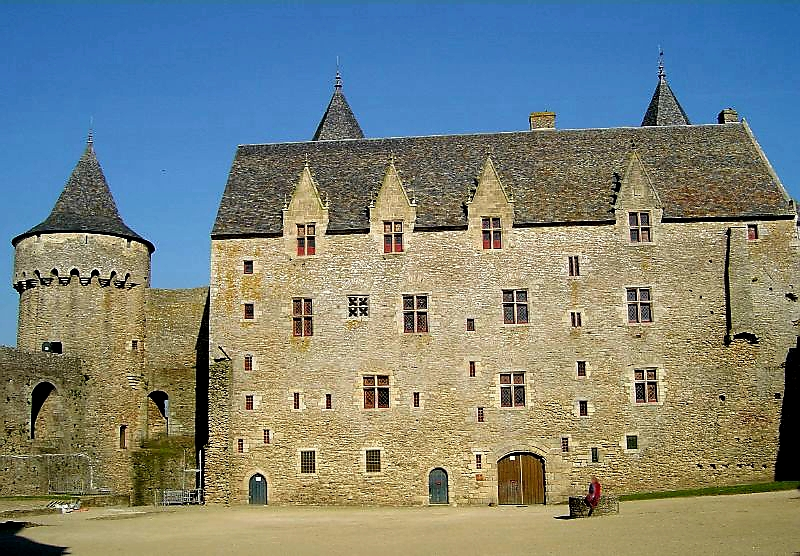
Le logis principal vu de la cour intérieure en 2004.
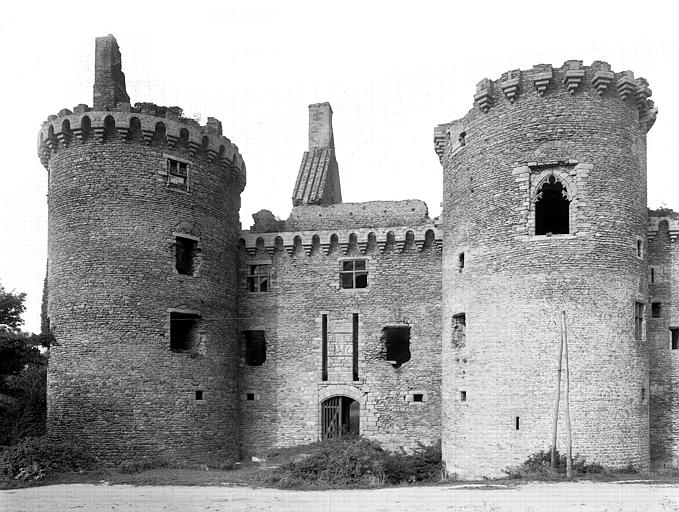
L'entrée du château, avant restauration.
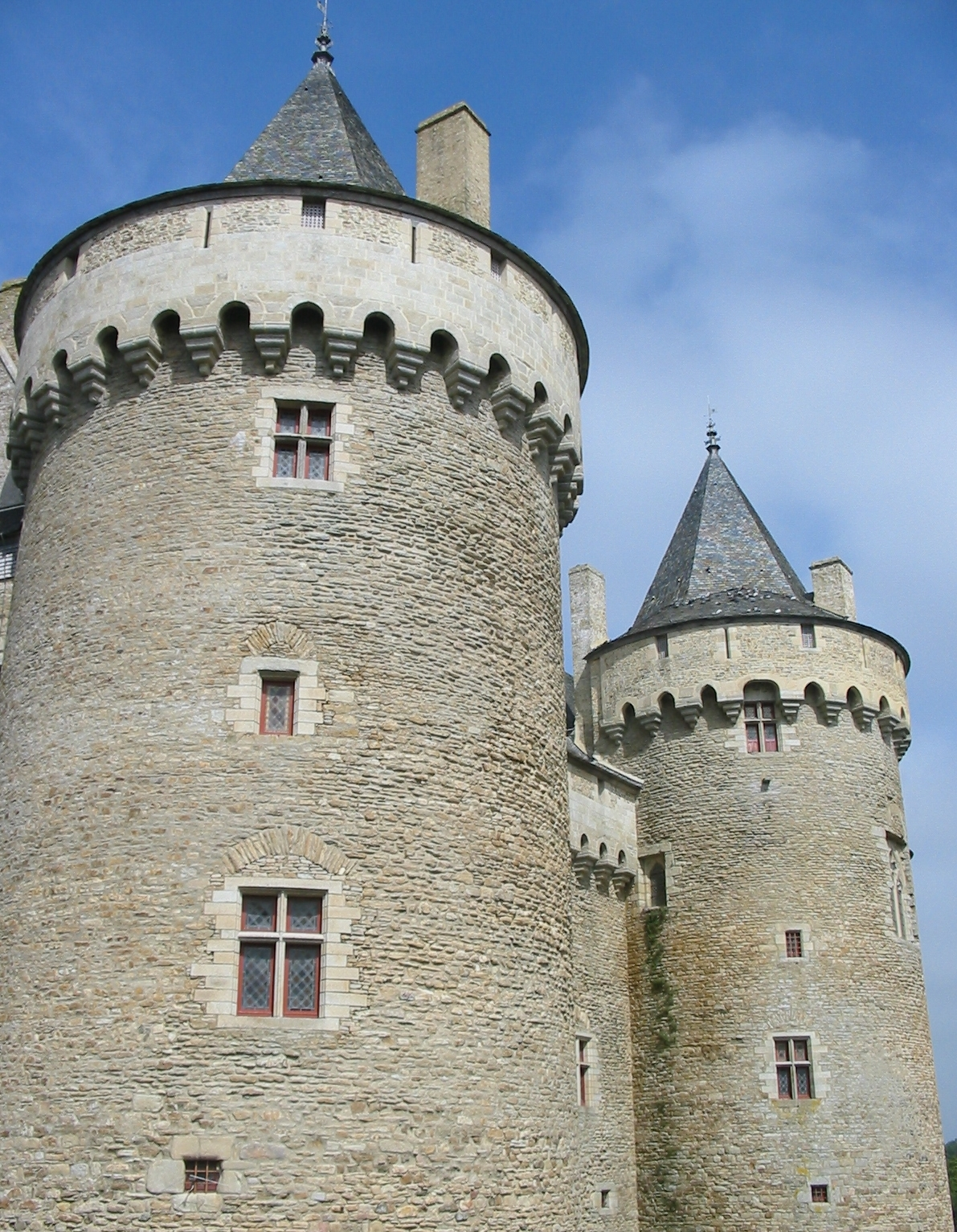
L'entrée du château, après restauration (2007).
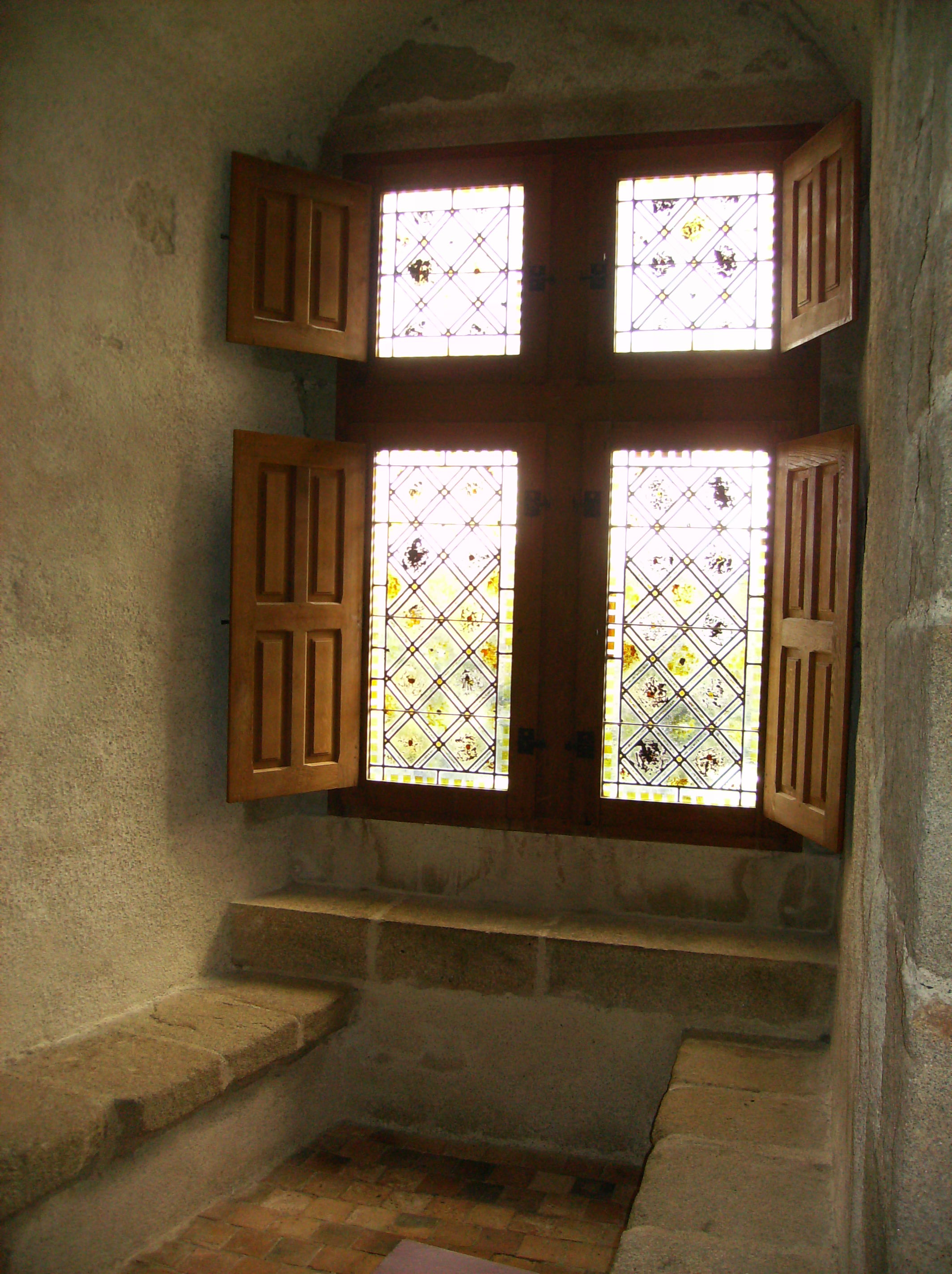
Fenêtre à meneau et traverse avec coussièges.
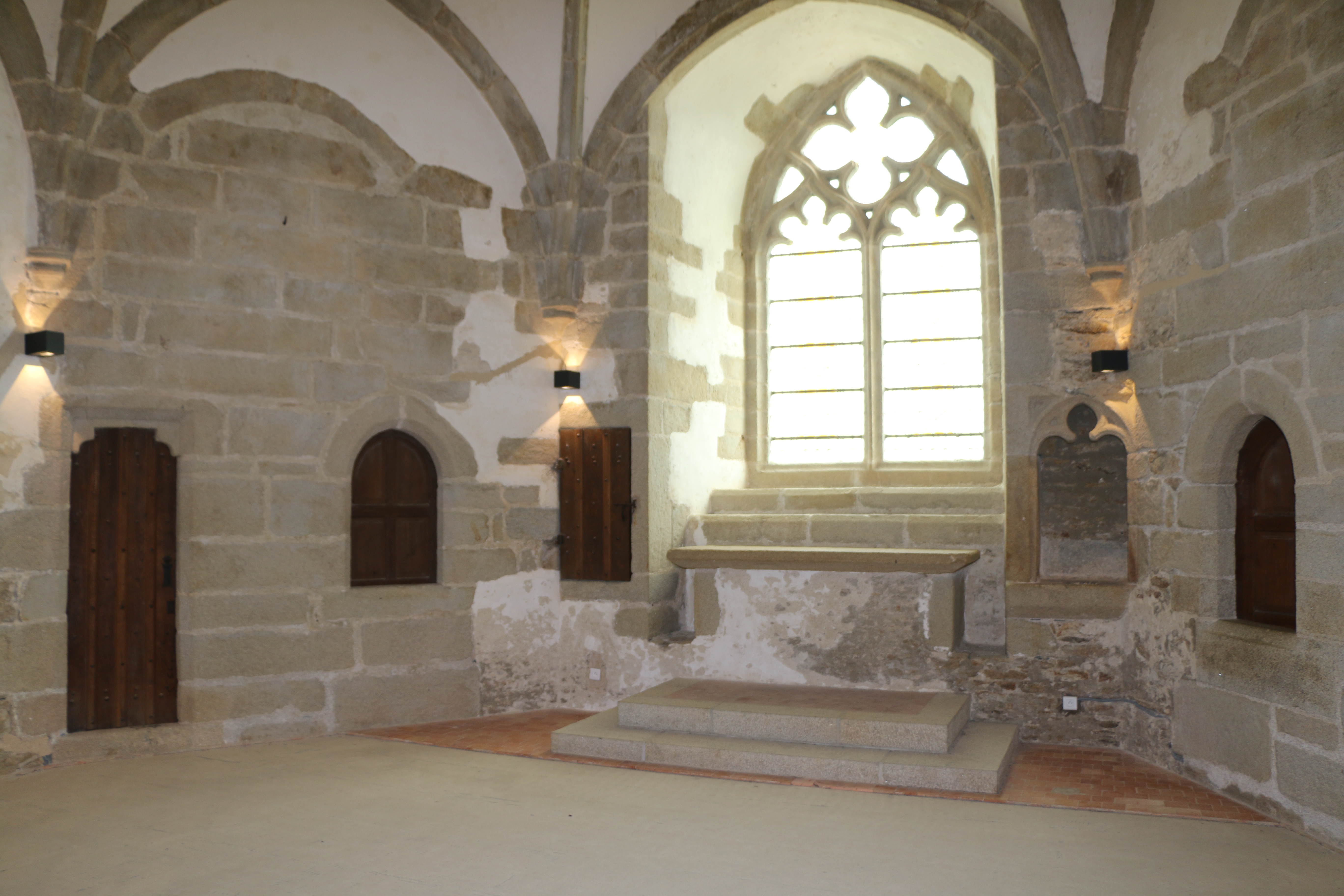
Oratoire.
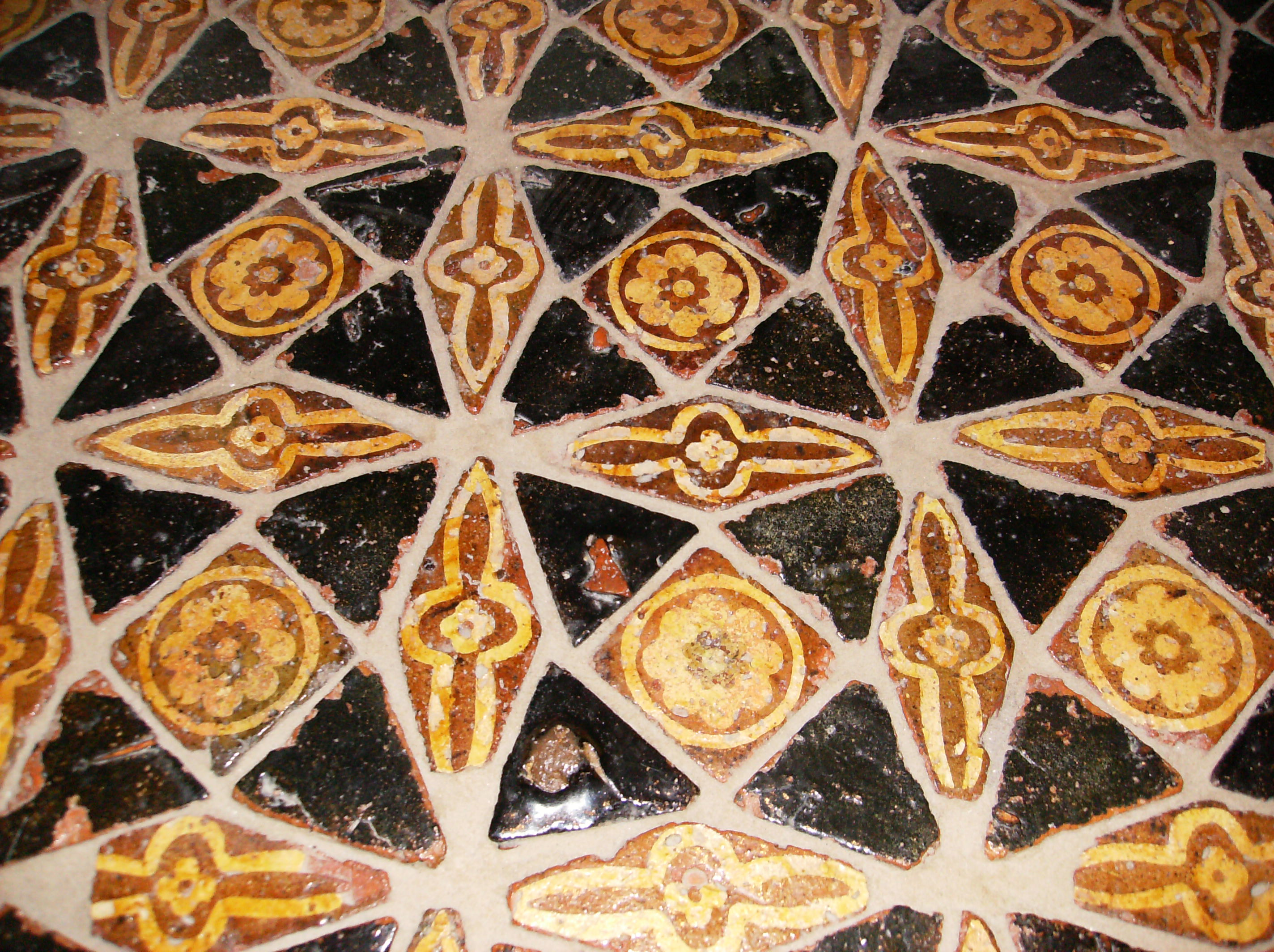
Détail d'un pavage verni ancien (XIIIe siècle).
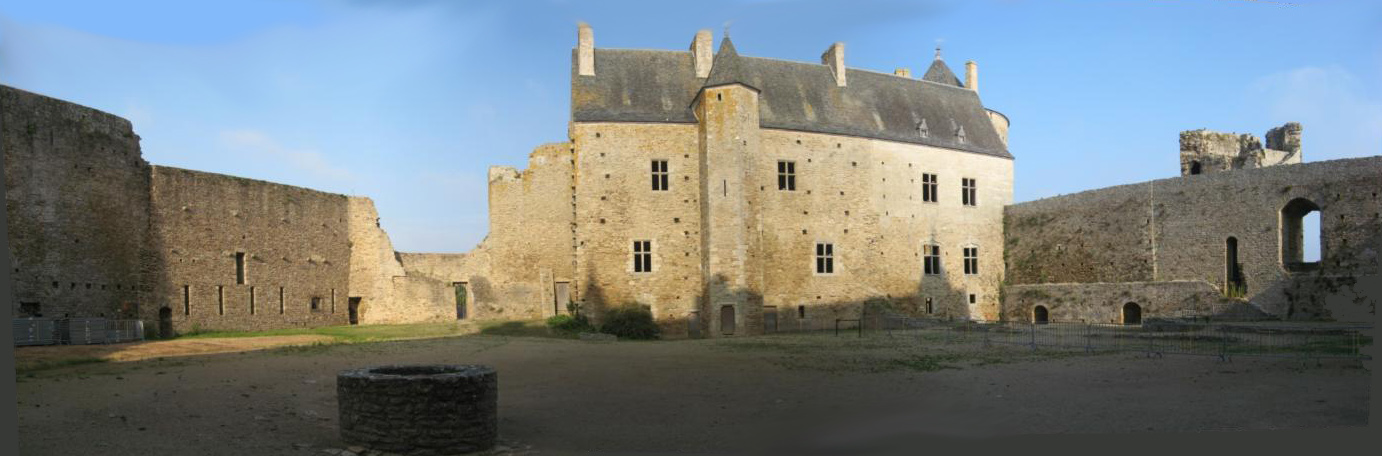
La cour intérieure, avec le puits en avant-plan.
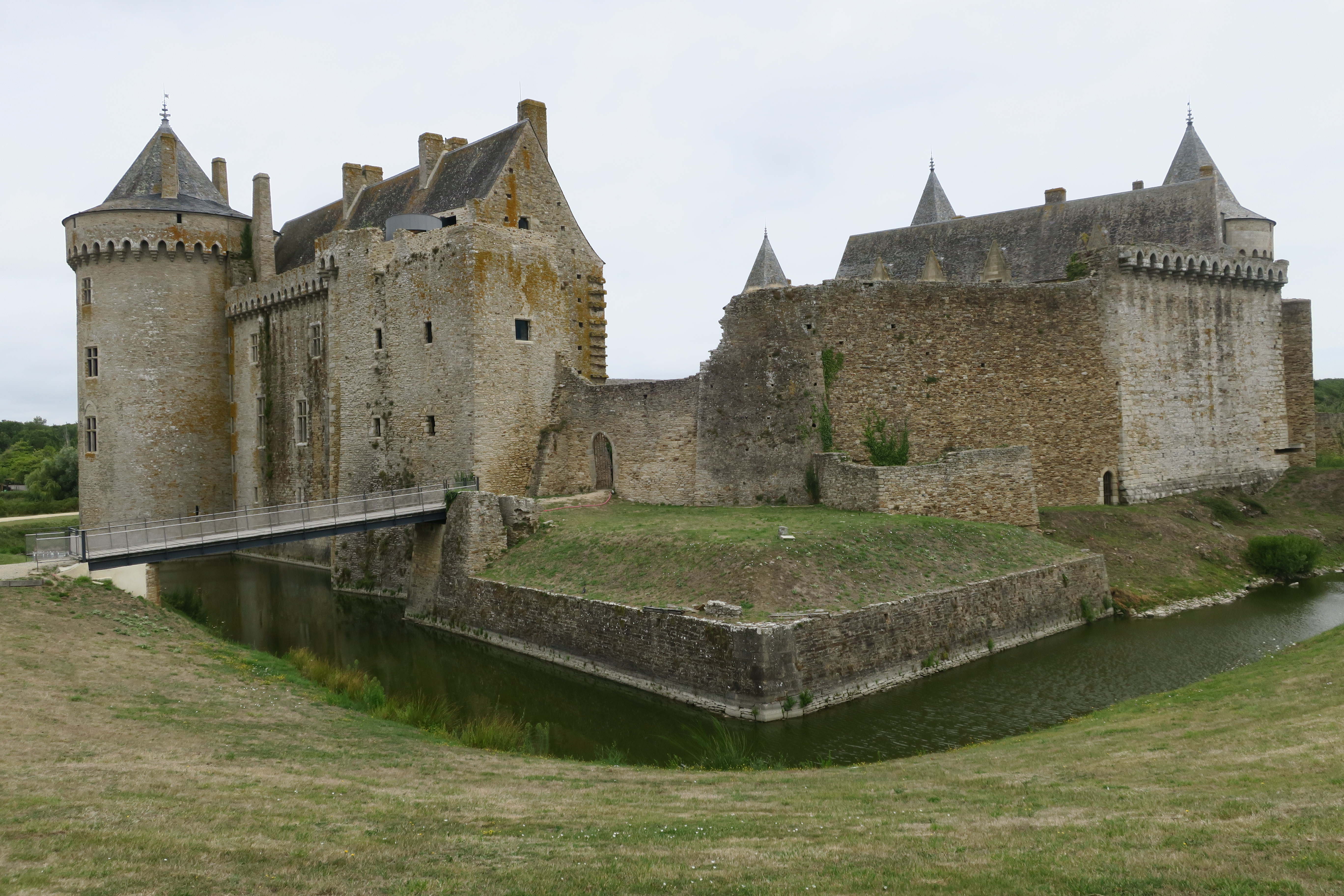
La brèche ouverte par Du Guesclin en 1373 est toujours visible sur la face sud.
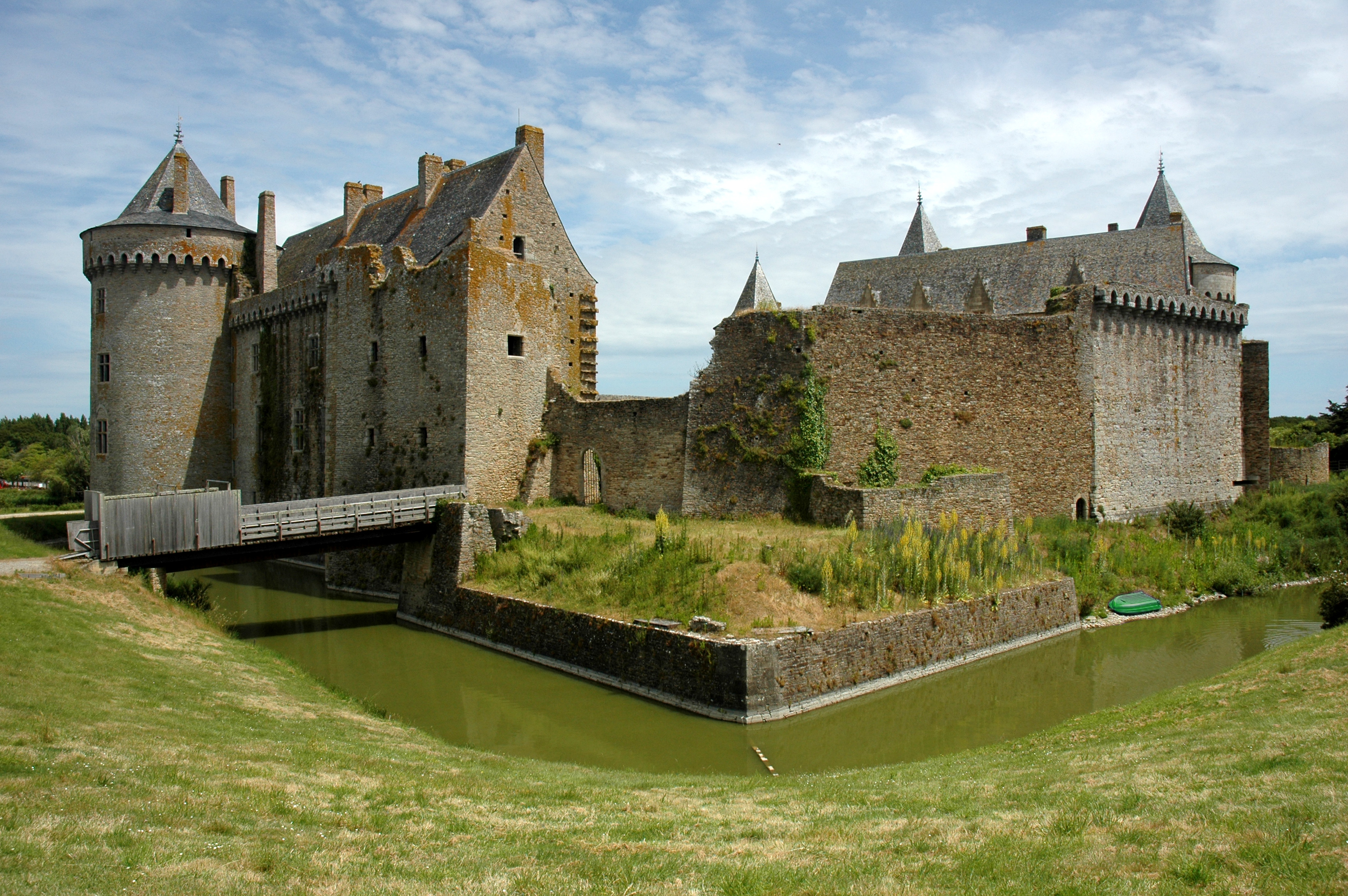
Suscinio, vue partielle 1
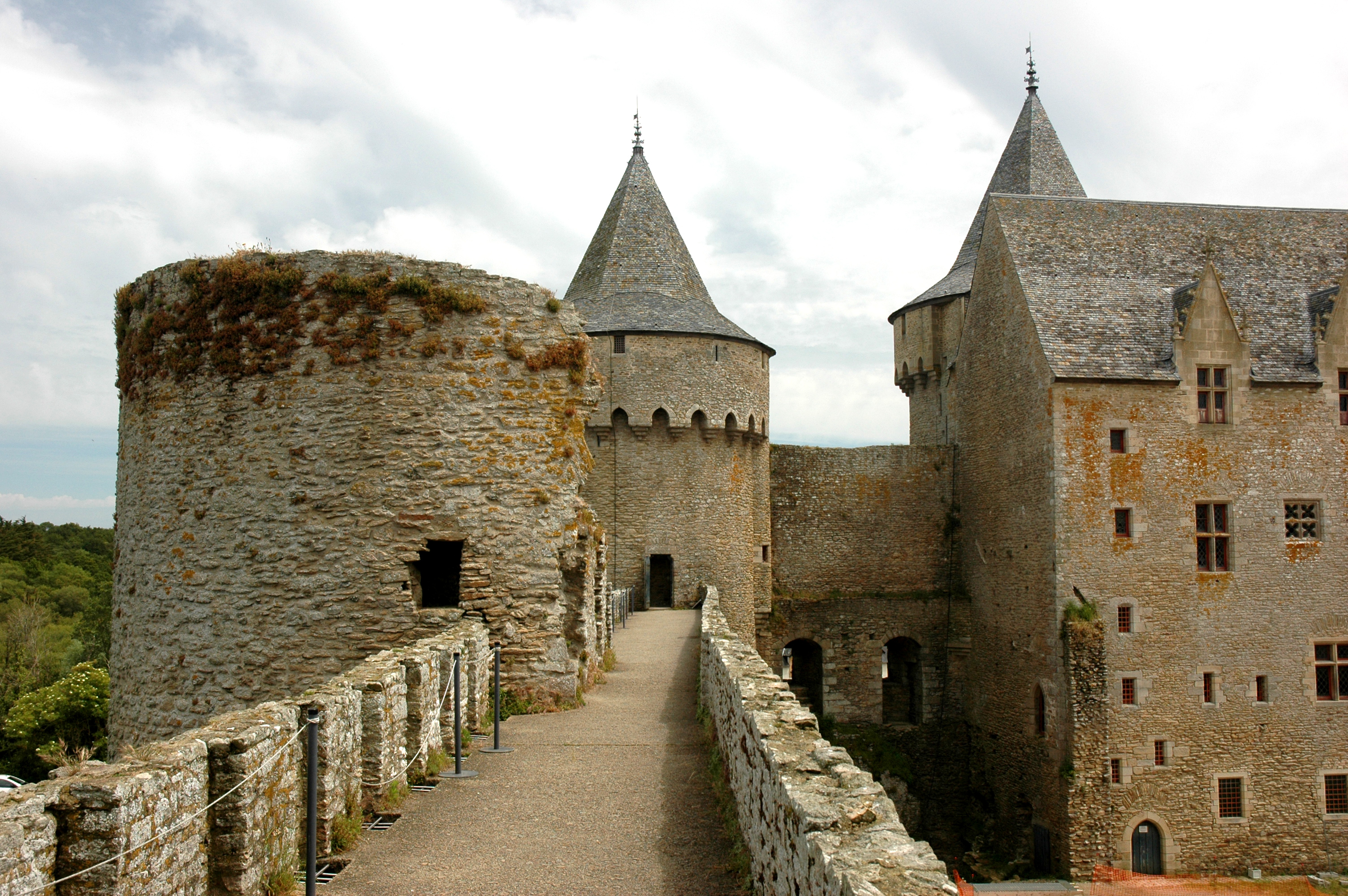
Suscinio, vue partielle 2
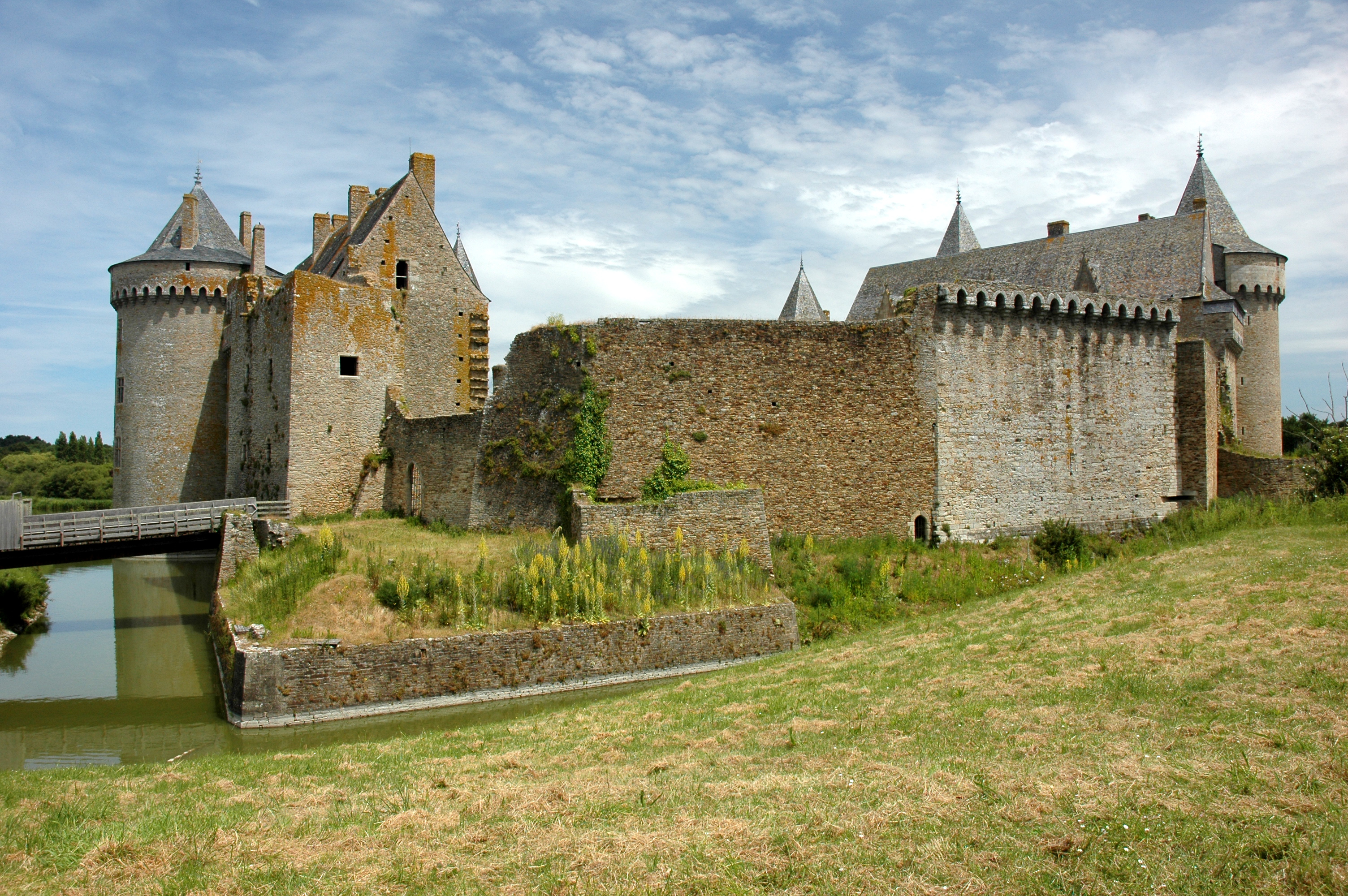
Suscinio, vue partielle 3
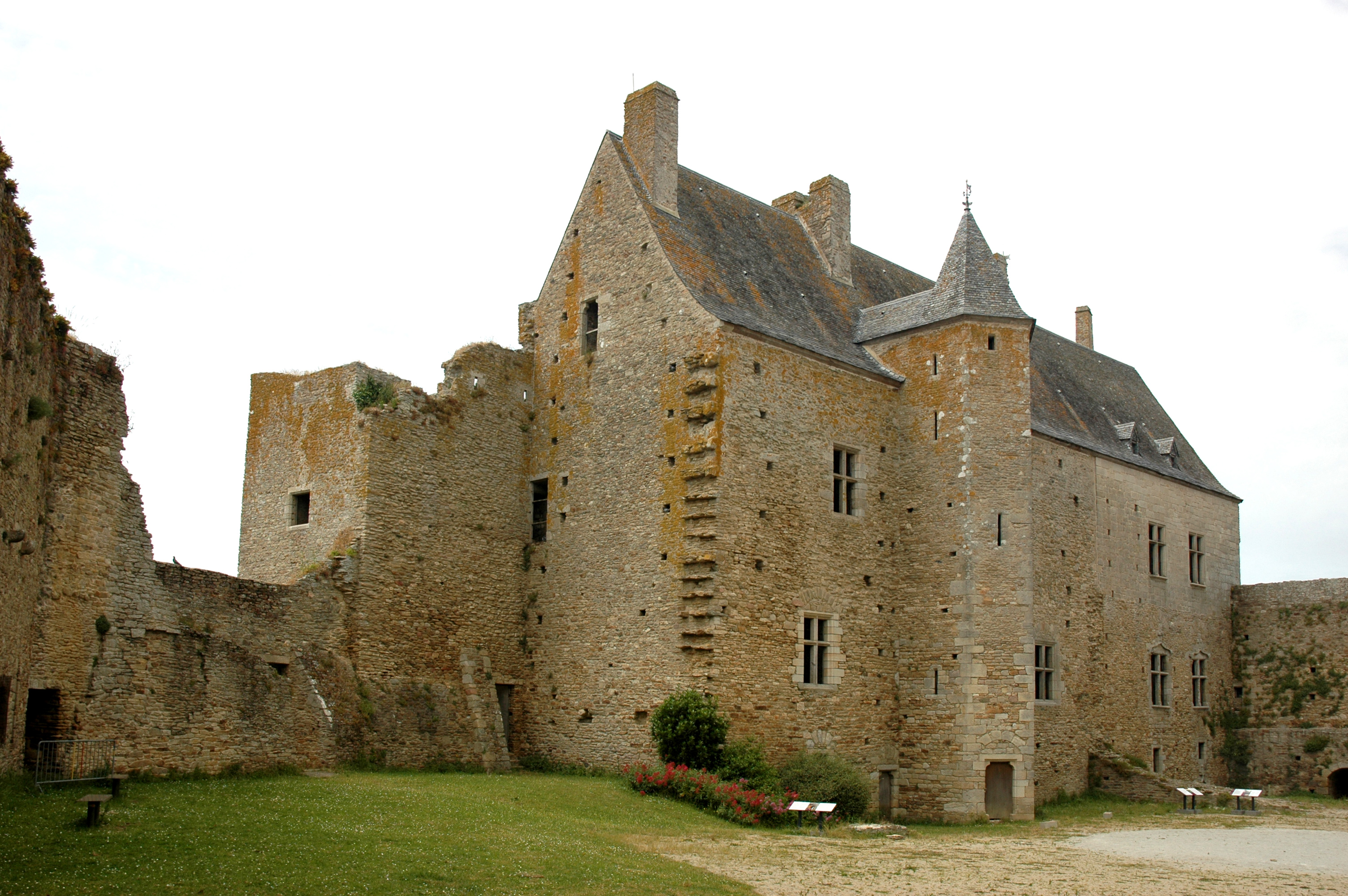
Suscinio, vue partielle 4
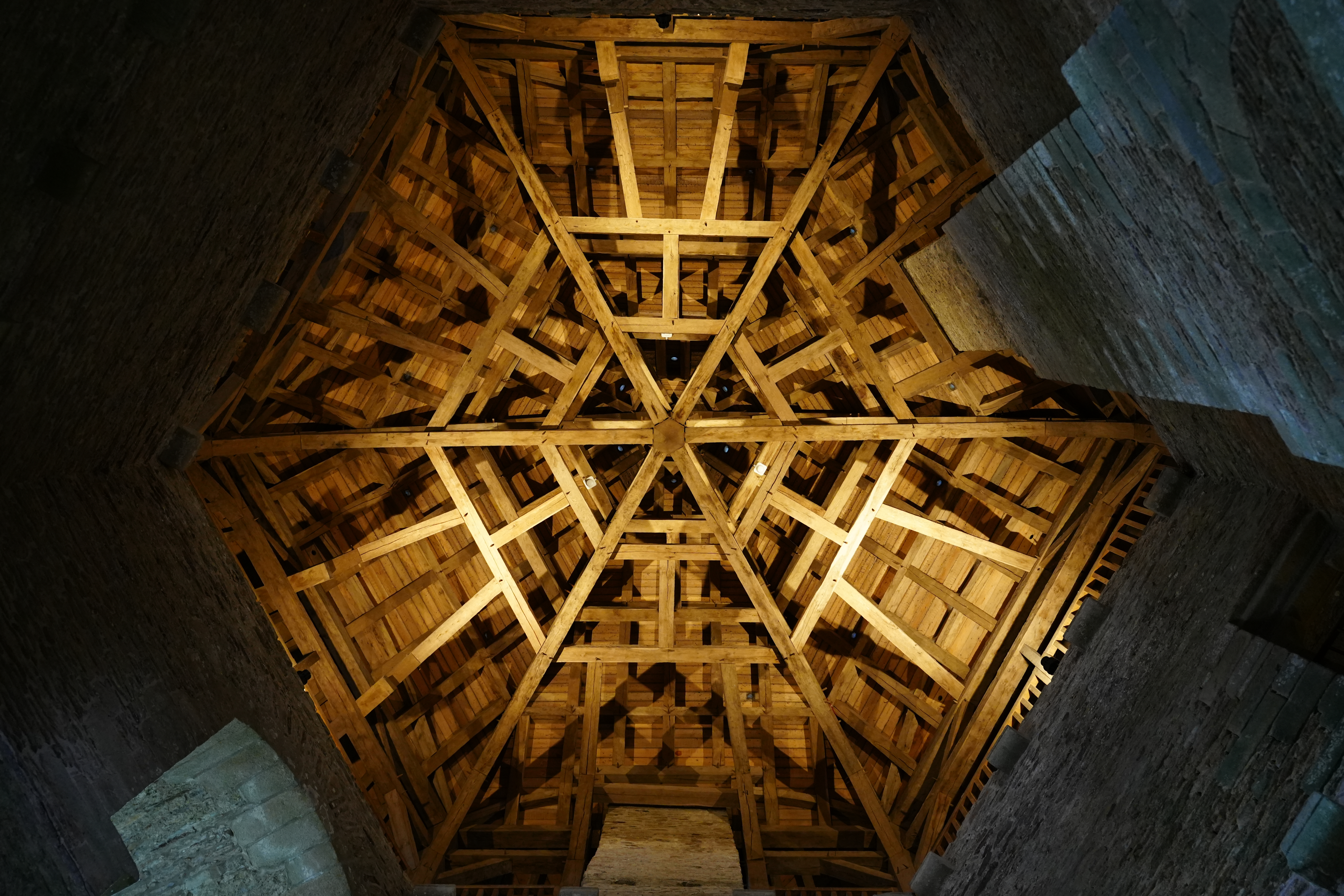
Vue de dessous de la charpente de la tour de l'angle nord-ouest du Château de Suscinio